# Mogiła (herb szlachecki)

Mogiła – polski herb szlachecki.

## Opis herbu
W polu czerwonym mogiła srebrna z zaćwieczonym takimż krzyżem łacińskim u góry i takimiż krzyżami kawalerskimi ćwiekowymi w pas po bokach. Klejnot: trzy pióra strusie. Labry: czerwone podbite srebrem.

## Herbowni
Najpełniejszą listę rodów szlacheckich pieczętujących się herbem Mogiła  przedstawił Tadeusz Gajl w Herbarzu polskim:
Andruszczenko, Andruszewicz, Andruszkiewicz, Andruszkowicz, Białowolski, Bichowski, Bieleniewicz, Bielewicz, Bijewicz, Bilewicz, Billewicz, Biżewicz, Bogarewicz, Bogdanowicz, Bohdanowicz, Bolewicz, Bollewicz, Bublewski, Budziłowicz, Bulewicz, Bychowicz, Bychowiec, Bylewicz,
Cadejko, Ciechanowicz, Czernicki, Daugiert, Daugird, Dawgird, Dawgirt, Dowgird, Dowgirdowicz, Dowgirt, Downarowicz, Dworzecki, Garynowicz,
Harymowicz, Ibiański, Jawoysz, Jawtok, Karczewski, Kukiewicz, Lebiedowski, Lewkowicz, Łopato, Łopatto, Majewski, Maruchowicz, Maruszewski, Mogent, Mogień, Mogiński, Monstwił, Monstwiłło, Montowicz, Montwid, Montwit, Mostwił, Romaszkiewicz, Romaszkowicz, Rukiewicz, Sołouch, Sołuch, Stankiewicz, Stankowicz, Szajewski, Szymkiewicz, Talkowski, Taralewicz, Tarasiewicz, Turczyn-Tarasiewicz, Tylkiewicz, Wołoczko, Wołoćko, Wołodźko, Wysocki, Zadejko, Zadeyko, Zak-Stankiewicz, Zodejko, Zygmanowski, Zygnianowski, Żadeyko, Żodejko.